# Google Analytics
Google Analytics (GA) je nástroj od společnosti Google, který umožňuje vlastníkům webových stránek získávat statistická data o uživatelích svého webu. Díky této službě je možné sledovat aktuální i historickou návštěvnost, chování uživatelů a jejich vlastnosti; konverze, prodeje a další. Statistiky ukazují, že téměř 50 % webových stránek užívá ke sledování návštěvnosti právě Google Analytics, což z něj dělá nejpoužívanější nástroj v této oblasti služeb.

## Historie
Služba Google Analytics byla spuštěna v listopadu 2005 pro všechny uživatele. Kvůli příliš vysokému zájmu byly registrace omezeny pouhý týden po spuštění. S postupným navyšováním kapacit zavedl Google loterijní pozvánkový model. Před srpnem 2006 posílal Google pozvánky, jak kapacity dovolovaly; od poloviny srpna 2006 byla služba zpřístupněna pro všechny.
Poslední verze GA užívá asynchronní kód, který je víc citlivý a přesný, a je díky němu možné sledovat i velmi krátké aktivity na stránce. Předchozí verze prodlužovala načítání stránky, a tak často bývala z výkonnostních důvodů umisťována před koncový </body> HTML tag. Nový kód lze umístit do záhlaví stránky, protože jakmile je spuštěn, běží na pozadí paralelně společně s načítáním stránky a nezpůsobuje tak problémy při načítání.
V dubnu 2011 Google zpřístupnil novou verzi GA, ve které přibyly další možnosti vlastních reportů a nový design. Tato verze byla později updatována a přibyla možnost analýzy v reálném čase a graf zobrazující tok uživatelů.

## Licence
Existují dvě verze - základní, bezplatná (Standard) a placená (Premium), přičemž už základní verzi je možné využívat pro komerční i nekomerční účely. Omezení oproti placené verzi se týká především limitů a kvót pro požadavky na server - u základní verze se jedná o 10 milionů, u placené o 1 miliardu hitů za měsíc. Zpracování požadavků nad tento rámec není zaručeno. Další omezení je aktuálnost dat - podrobně je možné v základní verzi sledovat pouze data starší 24 hodin, u placené již starší 4 hodin.
Premium verze je dostupná pouze v několika státech světa - USA, Kanada, Francie, Německo, Španělsko, Velká Británie a Japonsko - v Česku tedy zatím není.

## Základní instalace
Pro zavedení GA je potřeba se nejdříve přihlásit k účtu analytics a zde zkopírovat fragment měřicího kódu, jenž je nutno umístit na každou stránku, která se má měřit. Je doporučeno fragment vkládat do záhlaví.
```
<
script
>

 
var
 
_gaq
 
=
 
_gaq
 
||
 
[];

 
_gaq
.
push
([
'_setAccount'
,
 
'UA-00000000-0'
]);

 
_gaq
.
push
([
'_trackPageview'
]);

 
(
function
()
 
{

  
var
 
ga
 
=
 
document
.
createElement
(
'script'
);
 
ga
.
type
 
=
 
'text/javascript'
;
 
ga
.
async
 
=
 
true
;

  
ga
.
src
 
=
 
(
'https:'
 
==
 
document
.
location
.
protocol
 
?
 
'https://ssl'
 
:
 
'http://www'
)
 
+
 
'.google-analytics.com/ga.js'
;

  
var
 
s
 
=
 
document
.
getElementsByTagName
(
'script'
)[
0
];
 
s
.
parentNode
.
insertBefore
(
ga
,
 
s
);

 
})();

<
/script>

```

Tento kód je pro všechny weby stejný, jediné, kde se pro různé servery liší, je 3. řádek, kde se nastavuje identifikační číslo uživatele a serveru. Po nahrání tohoto kódu na server je základní konfigurace hotova a GA začíná přijímat první data, ta budou však ve statistikách vidět až za 24 hodin. Mezi tato zpracovávaná data patří:
Návštěvnost jednotlivých stránek
- tok uživatelů - pohyb uživatelů na serveru
- zdroj - odkud uživatelé přišli (Seznam, Google, přímý přístup přes adresní řádek...)
- klíčová slova – na základě jakého zadání do vyhledávače se uživatelé dostali na daný server
- míra opuštění - kolik procent uživatelů opustilo danou stránku
- čas strávený na stránce

Systém
- prohlížeč (Chrome, Firefox…)
- operační systém (Windows, Linux, iOS, Android...)
- poskytovatel služeb
- rozlišení obrazovky
- zařízení (PC, tablet, mobil – rozlišeno na jednotlivé modely)

Po další aktivaci a úpravách je možné sledovat i demografické údaje:
Demografické údaje
- jazyk
- země/území (odkud se uživatelé připojili)
- město (odkud se uživatelé připojili)

## Události
Události (angl. Event Tracking) slouží k měření „interakce uživatele s obsahem, které lze měřit nezávisle na načítání webové stránky nebo obrazovky“. Jedná se například o stažení souboru, prokliky bannerů, spuštění videa, proklik odkazu na e-mailový kontakt a další.
Události mají až pět parametrů, přičemž první dva jsou povinné:

### Kategorie
Název pro skupinu objektů, které se mají sledovat.

### Akce
Řetězec, který je unikátní pro každou kategorii, používá se pro popis akce vykonané s webovým objektem.

### Štítek
Nepovinný řetězec, pomocí kterého lze data dále roztřídit.

### Hodnota
Celočíselná hodnota, kterou lze použít, aby dodala číselná data pro provedené události uživatelem.

### Non-interaction
Booleovská hodnota, pokud je nastavena na true, nebude událost započítávána do míry okamžitého opuštění.

## Omezení

### Limity
V GA jsou určitá omezení a kvóty na požadavky na servery. Měsíčně je možné odesílat pouze 10 milionů požadavků, cokoliv nad tento rámec nemusí být zpracováno. Při měsíční návštěvnosti 1 milionu uživatelů a průměrně zobrazených 10 stránkách na návštěvu se server pohybuje na hranici limitu. Podle některých zdrojů není problém toto číslo překročit ani u serverů s nižší návštěvností - například u serverů s vyšším koeficientem Page per Visit (počet zobrazených stránek za návštěvu). Pokud server navíc aktivně používá sledování událostí (angl. Event Tracking) a s každou zobrazenou stránkou tak na server posílá více požadavků (není nemožné se dostat až na 10 požadavků), je možné vyčerpat limit velice snadno:
```
  8 000(návštěv denně) × 10(zobrazených stránek na návštěvu) × 5(požadavků/zobrazení stránky) × 30([[Den|dní]])= 12 000 000

```

Řešení pro servery, které překročí kvóty, je mnoho, ale každé z nich má své úskalí. Jedním z možných řešení je navzorkování návštěv pomocí direktivy _setSampleRate:
```
 
pageTracker
.
_setSampleRate
(
"60"
);

```

Výše uvedený kód nastaví vzorkování na 60 procent.
Pokud je z nějakého důvodu nevhodné shromažďovaná data upravovat vzorkováním, je možné přestat sledovat některé nedůležité události, případně je sloučit a dostat se tak na přijatelnější počet požadavků při každém PageView. V Premium verzi GA je limit požadavků z 10 milionů měsíčně posunut na 1 miliardu.

### Blokování uživateli
Kvůli tomu, že GA používají JavaScript, který běží na straně klienta (uživatele), je třeba počítat s tím, že si jej uživatelé mohou snadno zablokovat. Uživatel si může vypnout JavaScript úplně, čímž si ale může omezit funkčnost některých prvků webu, které jsou na JavaScriptu závislé - běžně to jsou například našeptávače ve vyhledávaní, které asynchronně přistupují k databázi na základě uživatelem zadaných počátečních písmen. Další možností pro uživatele jsou doplňky pro internetové prohlížeče. Některé, jako je například Google Analytics Opt-out Browser Add-on, blokují jen JavaScript od GA. Doplněk Ghostery blokuje celou škálu trackerů podobných GA a má tak širší uplatnění.

## Alternativy
I přes silně monopolní postavení GA, existují alternativy. Některé jsou zdarma pro servery s menším provozem – například Clicky, Mixpanel. Matomo je zdarma, pokud je provozován na vlastním serveru, SaaS řešení je už zpoplatněno.